# Elene Moseby
Elene Moseby (* 26. Juni 1978; ⚭ Elene Moseby Torre) ist eine ehemalige norwegische Fußballspielerin.

## Karriere

### Vereine
Moseby spielte im Seniorinnenbereich für den in Lillestrøm ansässigen Setskog/Høland FK und kam von 1997 bis 2000 in 58 Punktspielen in der Toppserien, der höchsten Spielklasse im norwegischen Frauenfußball, zum Einsatz, in denen sie 22 Tore erzielte. Ihr Debüt gab sie am 1. Juni 1997 beim 7:2-Sieg im Heimspiel gegen den Verdal Idrettslag im ersten von fünf Spielen, gegen den ihr mit dem Treffer zum 3:0 in der 26. Minute sogleich ihr erstes Tor im Seniorinnenbereich und in der Spielklasse gelang.
Mit der nach der Spielzeit 2000 vollzogenen Standortverlegung nach Strømmen und der damit verbundenen Namensänderung des Vereins, spielte sie von 2001 bis 2007 (außer im Jahr 2005) für das Team Strømmen FK, für das sie 96 Punktspiele bestritt und 63 Tore erzielte. Im Spieljahr 2005 erreichte sie mit ihrer Mannschaft das Finale um den nationalen Vereinspokal, in dem sie Asker Fotball mit 0:4 unterlegen war – wenn auch erst nach Verlängerung.

### Nationalmannschaft
Ihr Debüt als Nationalspielerin für den NFF gab sie am 3. August 1998 in der U21-Nationalmannschaft, mit der sie in Hoogezand das Spiel gegen die U21-Nationalmannschaft Dänemarks mit 7:1 gewann; sie wurde in der 73. Minute für Hedda Haugland eingewechselt. In den weiteren Turnierspielen gegen die U21-Nationalmannschaften Deutschlands (1:0), Islands (5:2), den Vereinigten Staaten (2:1) wirkte sie ebenfalls mit. Beim 5:2-Sieg über die U21-Nationalmannschaft Islands gelang ihr mit dem Treffer zum 2:1 in der 41. Minute ihr erstes Länderspieltor. Ihr letztes Länderspiel im Spieljahr 1998 wurde am 23. September in Kolbotn mit dem 8:1-Sieg im Freundschaftsspiel gegen die U21-Nationalmannschaft Frankreichs beendet. Im Spieljahr 1999 kam sie am 19. Mai in Strømstad bei der 0:3-Niederlage gegen die U21-Nationalmannschaft Schwedens das erste Mal zum Einsatz. Vom 1. bis zum 8. August bestritt sie in einem Turnier auf Island vier weitere Länderspiele (7:0 vs. Island, 2:0 vs. Schweden, 3:1 vs. Australien, 1:2 vs. USA). Beim 7:0-Sieg über die U21-Nationalmannschaft Islands gelangen ihr mit dem Treffer zum 6:0 in der 51. Minute, und beim 2:0-Sieg über die U21-Nationalmannschaft Schwedens mit den beiden Toren in der 36. und 70. Minute, drei weitere Länderspieltore in dieser Altersklasse.
In der A-Nationalmannschaft wurde sie in sechs Länderspielen berücksichtigt. Ihr Debüt erfolgte am 8. September 2001 in Lillestrøm beim 4:0-Sieg über die Nationalmannschaft der Ukraine im ersten Spiel der WM-Qualifikationsgruppe 1. Im zweiten WM-Qualifikationsspiel drei Tage später in Kongsvinger beim 5:0-Sieg über die Nationalmannschaft Tschechiens wurde sie ebenfalls eingesetzt. Mit der Mannschaft nahm sie am Vier-Nationen-Turnier 2003 in der Volksrepublik China teil und kam einzig im ersten Spiel am 23. Januar bei der 1:3-Niederlage gegen die US-amerikanische Nationalmannschaft in Yiwu zum Einsatz. Bei der Teilnahme ihrer Mannschaft am Turnier um den Algarve-Cup 2004 kam sie hingegen in den ersten beiden Spielen der Gruppe A und im Finale am 20. März im Estádio Algarve bei der 1:4-Niederlage gegen die US-amerikanische Nationalmannschaft mit Einwechslung für Heidi Pedersen ab der 82. Minute zum Einsatz und zugleich zu ihrem letzten A-Länderspiel.

## Erfolge
- Algarve-Cup-Finalist 2004